# Henry Slocum

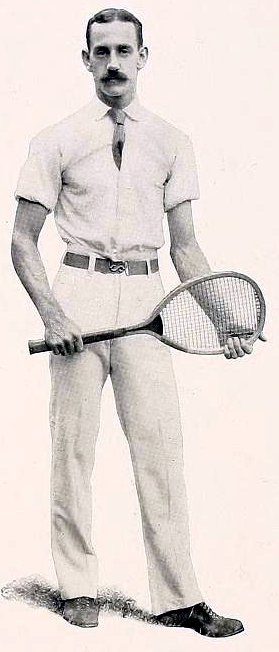
Henry Slocum (1901)

Henry Warner Slocum junior (* 28. Mai 1862 in Syracuse, New York; † 22. Oktober 1949 in New York City) war ein US-amerikanischer Tennisspieler und Sieger der US-Meisterschaften 1888 und 1889.

## Karriere
Slocum, Sohn des Nordstaatengenerals und Kongressabgeordneten Henry Warner Slocum, spielte bereits als Jurastudent der Yale University Football und Tennis. 1883 nahm er an der ersten Ausrichtung der Intercollegiate Championships im Tennis teil und holte an der Seite von Walter Camp den Doppeltitel.
Bei den amerikanischen Meisterschaften in Newport siegte er 1888 im vierten Anlauf im Einzel. Im folgenden Jahr konnte er den Einzeltitel verteidigen und zusätzlich an der Seite von Howard Taylor den Titel im Doppel erringen. 
Nach dem Sieg konzentrierte sich Slocum auf seine Tätigkeit als Anwalt. 1892 trat er wieder in Newport an, musste jedoch in der ersten Runde eine Niederlage mit 0:6, 0:6 und 0:6 gegen W. N. Ryerson hinnehmen. Zuletzt nahm er 1913 an den US-Meisterschaften teil. 1892 und 1893 war er zudem Präsident des US-amerikanischen Tennisverbands USTA. 
Er starb 1949 in New York. 1955 wurde er in die International Tennis Hall of Fame aufgenommen.